# Jenison
Jenison es un lugar designado por el censo ubicado en el condado de Ottawa en el estado estadounidense de Míchigan. En el Censo de 2010 tenía una población de 16538 habitantes y una densidad poblacional de 1.076,61 personas por km².

## Geografía
Jenison se encuentra ubicado en las coordenadas 42°54′7″N 85°49′39″O / 42.90194, -85.82750. Según la Oficina del Censo de los Estados Unidos, Jenison tiene una superficie total de 15.36 km², de la cual 15.16 km² corresponden a tierra firme y (1.28%) 0.2 km² es agua.

## Demografía
Según el censo de 2010, había 16538 personas residiendo en Jenison. La densidad de población era de 1.076,61 hab./km². De los 16538 habitantes, Jenison estaba compuesto por el 96.01% blancos, el 0.76% eran afroamericanos, el 0.27% eran amerindios, el 0.86% eran asiáticos, el 0.01% eran isleños del Pacífico, el 0.6% eran de otras razas y el 1.48% pertenecían a dos o más razas. Del total de la población el 2.52% eran hispanos o latinos de cualquier raza.